# Фокс, Уильям (политик)
Уи́льям Фокс (англ. William Fox, 1812, Саут-Шилдс, Великобритания — 23 июня 1893, Окленд, Новая Зеландия) — новозеландский политик.

## Ранние годы
Уильям Фокс родился 2 сентября 1812 года в английском городке Саут-Шилдс (тогда — графство Дарем), в семье Джорджа Таунсхенда Фокса, мирового судьи и заместителя председателя совета графства по делам территориальной армии, и его жены Энн Стоут Крофтон. Образование получил в средней классической школе Дарема, а затем — в одном из колледжей Оксфорда. В 1832 году получил степень бакалавра, а в 1839 году — магистра.
Впоследствии занимался преподавательской деятельностью (читал право), был адвокатом. В 1842 году Фокс женился на Саре Халком и спустя несколько месяцев они переехали в Веллингтон, куда прибыли 7 ноября 1842 года. Незадолго до отъезда Фокс опубликовал свой памфлет «Колонизация и Новая Зеландия», в котором Новая Зеландия представлялась идеальной колонией с высокообразованным, интеллигентным коренным населением и высшим классом иммигрантов, однако, поселившись там, он был огорчён первобытностью поселений и отсутствием прогресса.

## Ранняя политическая деятельность
Переселившись в Новую Зеландию, Фокс короткое время занимался адвокатской деятельностью, однако, отказавшись давать клятву хорошей репутации верховному судье Уильяму Мартину, он был вынужден бросить этот род занятий, став журналистом. В эти годы он также стал интересоваться проблемой маори, отстаивая идею о том, что коренное население должно сохранить за собой земельные права только на те земли, что уже заняты или культивируются им. В 1843 году, стал агентом Новозеландской компании в Нельсоне, которая приобретала земли для британских инвесторов и организовывала переезд иммигрантов, а в 1850 году отправился в Англию для продвижения Конституции колонии, которая закрепила бы за ней самоуправление. Кроме того, он добился создания самостоятельной провинции Нью-Плимут. Во время своего пребывания в Англии, в 1851 году, Фокс опубликовал свою работу «Шесть колоний Новой Зеландии» (англ. The six colonies of New Zealand), в которой изложил свою отношение к маорийской политике и колониальной администрации. По мнению Фокса, маори была угасающей расой, которой суждено было исчезнуть либо через истребление, либо через ассимиляцию с европейцами. Коренное население Новой Зеландии, по его утверждениям, обладало примитивными технологиями и культурой, а женщины-маори были отягощены тяжёлой работой, что мешало омоложению и возрождению народа. Лучшим выходом, согласно его мнению, была интеграция маори и европейцев в одну экономику и рабочую силу. Колониальному же правительству, в свою очередь, было необходимо ускорено выкупать у маори землю, делая её доступной для европейских колонизаторов. Фокс был одним из оппонентов губернатора Джорджа Грея и критиковал его за медлительность в скупке маорийских земель.
В 1854 году Фокс вернулся в Новую Зеландию, завоевав вскоре на выборах место в провинциальном совете Веллингтона. В декабре 1855 года он стал представителем округа Уонгануи в новозеландской Палате представителей. Одним из основных компонентов его политической деятельности стала приверженность идее о независимости провинций, которая заключалась в передаче провинциям значительных законодательных полномочий и функций по финансовому контролю.

## Годы премьерства
20 мая 1856 года Фокс, являясь членом парламента в течение всего нескольких месяцев, стал премьером Новой Зеландии. Тем не менее ему удалось продержаться на посту только две недели, после чего новым премьером был избран Эдвард Стаффорд. Фокс открыто выступал против маорийских войн, а в 1860 году стал неофициальным лидером оппозиции. Он открыто подверг критике покупку в 1859 году земель вблизи Уаитара против воли местного вождя, которая привела к столкновениям с коренными жителями. За это Фокса и его коллег прозвали «фило-маори» (англ. philo-Maori), то есть сторонниками маори, хотя ими в первую очередь двигали прагматизм и политический оппортунизм.
Возглавив кампанию против Стаффорда, 12 июля 1861 года Фокс вновь стал премьером. Придя в власти, он объявил о политике создания «новых институтов» в маорийских округах (имелись в виду особые маорийские ассамблеи) с целью предоставления коренному населению права самостоятельного определения своего политического предназначения. Правительство также предложило временно прекратить выкуп земель у маори, так как это приводило к постоянным столкновениям между ними и европейскими колонизаторами. Но после переназначения Джорджа Грея губернатором Новой Зеландии Фокс заявил, что правительство не обладало конституционными полномочиями по определению маорийской политики, которая находилась в ведении Британии, и могло лишь давать советы губернатору, который в скором времени взял её под свой личный контроль. 6 августа 1862 года, после того как парламент отклонил просьбу Фокса о запросе к британскому правительству о передаче новозеландскому правительству полного контроля над делами коренного населения (голоса парламентариев разделились поровну, поэтому решающим стал голос спикера), Фокс был вынужден уйти в отставку, а его место занял Альфред Дометт. Другой причиной отставки стало то, что его правительство считалось ответственным за финансирование конфликта вокруг Уаикато, хотя многие новозеландские политики думали, что это прерогатива британского правительства.
Год спустя Фокс стал колониальным секретарём, и уже при новом премьере Фредерике Уитейкере стал отвечать за дела по коренному населению. В 1861—1862 годах Фокс совершил поездку по маорийским округам, переложив правительственные функции на своих коллег, которые продолжали конфискацию земель у местных жителей (в 1864 году было конфисковано почти 1,2 млн га земель, на которых планировалось создание военных поселений для защиты границ колонии). В результате ответственность за эти действия была переложена на самого Фокса, который, однако, не был их инициатором. В своей книге «Война в Новой Зеландии» (англ. The war in New Zealand), опубликованной в 1866 году, он возложил вину за начало нового конфликта на маори, а также поддержал конфискации земель. После ухода премьера Уитейкера в отставку 24 ноября 1864 года Фокс также покинул свой пост и отправился за границу, вернувшись в Новую Зеландию только в 1867 году.
В июне 1868 года он вновь был избран в парламент от округа Рангитикеи, став лидером оппозиции. В 1869 году ему и его сторонникам удалось вынести правительству вотум недоверия, а 28 июня 1869 года стал в третий раз премьером страны. К началу премьерства Фокса столкновения между маори и европейцами практически прекратились, поэтому его правительство сократило затраты на военную деятельность, придерживаясь оборонной политики. Одновременно Фокс попытался уговорить британское правительство вывести оставшиеся войска из Новой Зеландии (эта попытка не увенчалась успехом). Другими достижениями третьего премьерского срока стало принятие Закона об Университете Новой Зеландии и Закона о регистрации передачи земельных прав. Несмотря на успешную оппозиционную деятельность, Фокс тем не менее не был лицом, определявшим политику страны: в этой сфере инициатива перешла к Джулиусу Фогелю, который в его правительстве занимал пост казначея. Совершая многочисленные заграничные поездки и выступая на публике с политическими проектами, Фогель постепенно добился значительной поддержки среди политической элиты Новой Зеландии. Поэтому, когда в 1872 году он перешёл в оппозицию Фоксу, последний вынужден был 10 сентября того же года уйти в отставку, уступив премьерское кресло Эдварду Стаффорду, который продержался у власти всего три недели.
После политического кризиса в стране в феврале 1873 года, когда премьер Джордж Уотерхаус неожиданно покинул пост, а Джулиус Фогель находился за границей, Фоксу было предложено губернатором Джордем Боуэм сформировать новое правительство. В результате 3 марта 1873 года Фокс вновь, уже в четвёртый раз, стал премьером Новой Зеландии. Однако после возвращения в страну Фогеля он был вынужден 8 апреля 1873 года уступить ему свой пост.

## Поздние годы жизни
В конце 1874 года Фокс принял решение покинуть парламент и в следующем году отправился в Британию, где в течение шести месяцев выступал почётным лектором в Объединении Соединённого Королевства (англ. United Kingdom Alliance), движении трезвенников, возникшем в середине XIX века (после возвращения домой он стал первым президентом похожей организации в Новой Зеландии).
На всеобщих выборах 1875—1876 годов, во время пребывания за рубежом, Фокс вновь был избран членом парламента от округа Уонгануи, хотя отсутствовал на заседаниях вплоть до сессии 1877 года. В 1879 году он был избран лидером оппозиции и в том же году смог добиться отставки правительства Джорджа Грея. На досрочных парламентских выборах Фоксу не удалось закрепить за собой место, и он был вынужден покинуть парламент, что, по его мнению, означало конец политической карьеры. В 1879 году он был награждён Орденом Святого Михаила и Святого Георгия, а в мае 1880 года повторно был избран парламентарием, правда от округа Рангитикеи (парламент был распущен спустя год). После поражения на выборах 1881 года Фокс больше не возвращался в политику.
В 1880-х годах он работал в Комиссии Уэст-Коста (англ. West Coast Commission), которая занималась разрешением земельных споров в регионе Таранаки. В 1887 году Фокс переехал в Окленд. Умер 23 июня 1893 года, спустя ровно год после смерти своей жены.